# Фарран, Рой
Рой Александр Фарран (англ. Roy Alexander Farran; 1921—2006) — канадско-британский военный, майор; общественный и политический деятель.

## Биография
Родился в 1921 году в ирландской католической семье. Его отец был прапорщиком Королевских ВВС. 
Получил образование в Индии в школе города Симла, а затем в Королевской военной академии. После окончания академии Фаррану было присвоено звание второго лейтенанта, он служил в гвардейском драгунском полку Принца Уэльского, затем был отправлен в 51-й учебный полк.
Был участником Второй мировой войны, попал в немецкий плен в мае 1941 года во время немецкого десанта на Крит, бежал, добрался до Египта. Затем воевал в  составе SAS, командовал операцией «Томбола» в марте 1945 года.
После этого Фарран служил в подмандатной Палестине в спецподразделении полиции по борьбе с терроризмом. В мае 1947 его группа поймала в Иерусалиме 16-летнего Александра Рубовича, когда тот расклеивал листовки организации ЛЕХИ. Предполагается, что Рубовича подвергли пыткам и убили, но его тело так и не было найдено. Свидетели показали, что Рубовича запихивали в машину британцы в штатском, и недалеко оттуда была найдена шляпа с инициалами Фаррана. Фаррану предъявили обвинение в убийстве Рубовича, он бежал в Сирию, его уговорили вернуться, но он снова бежал, теперь уже в Иорданию, затем снова вернулся. Британский военный суд в октябре 1947 оправдал его за недостатком улик, так как сослуживцы отказались давать  показания на Фаррана. Сразу после суда Фаррана отправили в Британию. В мае 1948 он получил бомбу в посылке. Но посылку открыл не он, а его брат Рекс, который и погиб при взрыве.
После этого Фарран работал в Кении, Родезии, затем переселился в Канаду, где принимал участие в политической деятельности.
После ухода из политики был назначен главой одной из комиссий провинции Альберта. Он также стал профессором Университета Альберты, а затем основал некоммерческую организацию под названием French Vosges, обеспечивая франко-канадский студенческий обмен. В 1994 году за свою работу в создании этой организации Фарран был удостоен ордена Почетного легиона. 
В конце жизни боролся с раком горла, в результате чего часть его гортани была удалена. Фарран научился говорить через разрез в горле и оставался активным человеком. 
Рой Фарран автор ряд книг, в числе которых «Крылатый кинжал» (Winged Dagger, 1948) и «Операция Томбола» (Operation Tombola, 1960).

### Семья
- Жена — Рут (женились в 1950 году, умерла в 2005 году).
- Дети — двое сыновей и две дочери.

## Награды
- Орден Почётного Легиона (1994).
- Также награждён многими наградами Великобритании.